# Fremskridt på afveje
Danmarks natur er en dansk dokumentarserie i 8 afsnit fra 2005-2006 med instruktion og manuskript af Jakob Gottschau. Serien er optaget af Jakob Gottschau og Michael Daugaard, klippet af Jesper Osmund og Søren Ottosen og med musik af Niels Mosumgaard.
Nogle gange kan troen på fremskridtet være så stærk, at man vil bruge alle midler for sikre et nyt teknologisk spring. Også selv om teknologien kan udgøre en trussel mod mennesker eller miljø. Serien "Fremskridt på afveje" fortæller 8 historier om en række epokegørende opfindelser og initiativer, som oprindelig blev mødt med stor entusiasme. Og selvom det senere blev klart, at selv samme opfindelser kom til at udgøre en fare for jordens befolkning, så har begejstringen været svær at slå ned igen. Serien er en historisk udforskning i, hvordan og i hvilket omfang det internationale samfund er i stand til at reagere på fremskridtets skyggesider.

## Afsnit
| #                                            | Titel                        | Første sendedag |
| -------------------------------------------- | ---------------------------- | --------------- |
| 1                                            | "Bly for livet"              | 2005            |
| En fortælling om blybenzinens historie.      |                              |                 |
| 2                                            | "Byer af smog"               | 2005            |
| En fortælling om luftforureningens historie. |                              |                 |
| 3                                            | "En forudsigelig katastrofe" | 2005            |
| En fortælling om Aralsøens historie.         |                              |                 |
| 4                                            | "Det onde støv"              | 2005            |
| En fortælling om asbestens historie.         |                              |                 |
| 5                                            | "En epidemi af røg"          | 2006            |
| En fortælling om cigarettens historie.       |                              |                 |
| 6                                            | "Hullet i himlen"            | 2006            |
| En fotælling om ozonhullets historie.        |                              |                 |
| 7                                            | "Den udødelige gift"         | 2006            |
| En fortælling om PCBs historie.              |                              |                 |
| 8                                            | "Den sidste antibiotika"     | 2006            |